# Dubai Mercantile Exchange

Logo

Die Dubai Mercantile Exchange Ltd (DME) ist eine Terminbörse in Dubai, an der seit dem 1. Juni 2007 Rohöl-Futures gehandelt werden können. Gehandelt werden Oman Crude Oil Futures und die Finanzprodukte Brent-Oman Spread und WTI-Oman Spread.

## Besitzverhältnisse
Eigentümer des Unternehmens sind zu 32,5 % die New York Mercantile Exchange, zu 32,5 % Tatweer, ein Tochterunternehmen der staatlichen Dubai Holding, zu 30 % der Oman Investment Fund und zu 5 % weitere Eigentümer.